# Luca Pagliarulo
Luca Pagliarulo (Foggia, 6 settembre 1983) è un ex calciatore italiano, difensore.

## Caratteristiche tecniche
Gioca come difensore centrale, molto forte fisicamente, abile negli inserimenti su palla inattiva.

## Carriera
Inizia la carriera nel Termoli, con cui prima vince l'Eccellenza e poi gioca 31 partite in Serie D; successivamente gioca in Serie D con le maglie di Brescello ed Orbassano Calcio, esordendo a livello professionistico nella stagione 2004-2005 con il Foggia, squadra della sua città natale, con cui gioca ininterrottamente fino al 2007. Dopo una stagione al Manfredonia, dal 2008 al 2010 milita in Lega Pro Seconda Divisione con la maglia della canavese.
Viene acquistato nel 2010 dal Trapani. Ha contribuito all'ascesa fino alla Serie B della squadra siciliana. Il 17 aprile segna il suo primo gol da professionista nella partita vinta per 4-1 sul Fondi. Nella stagione 2012-2013 vince con il Trapani il campionato di Lega Pro Prima Divisione.
Il 23 giugno 2015 riceve un avviso di garanzia in merito alla presunta combine della partita Catania-Trapani (4-1) del campionato di Serie B 2014-2015, che ha portato all'arresto, tra gli altri, il presidente del Catania Pulvirenti e l'ex direttore sportivo degli etnei Delli Carri, ma nessun provvedimento a suo carico a conclusione delle indagini.
Con il Trapani raggiunge il terzo posto in Serie B al termine della stagione 2015-2016 e disputa la finale play-off per la serie A. Raggiunge la Serie B per la seconda volta con la maglia del Trapani il 15 giugno 2019 nella finale play-off Trapani-Piacenza 2-0 e rimane in granata fino al fallimento della società nell'ottobre 2020.
L'11 novembre 2020, dopo lo svincolo dal Trapani per l'esclusione della squadra granata dalla Serie C, passa al Dattilo Noir, in Serie D. Il 13 agosto 2021 firma per il nuovo Trapani.
Il 21 maggio 2022 gioca la sua ultima partita ad Aversa, totalizzando 364 presenze e ad essere stato il giocatore con più presenze nella storia del Trapani.

## Statistiche

### Presenze e reti nei club
| Stagione            | Squadra         | Campionato      | Campionato | Campionato | Coppe nazionali | Coppe nazionali | Coppe nazionali | Coppe continentali | Coppe continentali | Coppe continentali | Altre coppe | Altre coppe | Altre coppe | Totale | Totale |
| Stagione            | Squadra         | Comp            | Pres       | Reti       | Comp            | Pres            | Reti            | Comp               | Pres               | Reti               | Comp        | Pres        | Reti        | Pres   | Reti   |
| ------------------- | --------------- | --------------- | ---------- | ---------- | --------------- | --------------- | --------------- | ------------------ | ------------------ | ------------------ | ----------- | ----------- | ----------- | ------ | ------ |
| 2002-2003           | Termoli         | D               | 31         | 0          |                 | -               | -               |                    | -                  | -                  |             | -           | -           | 31     | 0      |
| set.-2003 gen.-2004 | Brescello       | D               | 14         | 0          |                 | -               | -               |                    | -                  | -                  |             | -           | -           | 14     | 0      |
| gen.- giu. 2004     | Orbassano       | D               | 18         | 1          |                 | -               | -               |                    | -                  | -                  |             | -           | -           | 18     | 1      |
| 2004-2005           | Foggia          | C1              | 21         | 0          | CI-C            | 0               | 0               | -                  | -                  | -                  | -           | -           | -           | 21     | 0      |
| 2005-2006           | Foggia          | C1              | 31         | 0          | CI-C            | 0               | 0               | -                  | -                  | -                  | -           | -           | -           | 31     | 0      |
| 2006-2007           | Foggia          | C1              | 11         | 0          | CI-C            | 0               | 0               | -                  | -                  | -                  | -           | -           | -           | 11     | 0      |
| Totale Foggia       | Totale Foggia   | Totale Foggia   | 63         | 0          |                 | 0               | 0               |                    | -                  | -                  |             | -           | -           | 63     | 0      |
| 2007-2008           | Manfredonia     | C1              | 32         | 0          | CI-C            | 0               | 0               |                    | -                  | -                  |             | -           | -           | 32     | 0      |
| 2008-2009           | Canavese        | 2D              | 27         | 0          | CI-LP           | 0               | 0               | -                  | -                  | -                  | -           | -           | -           | 27     | 0      |
| 2009-2010           | Canavese        | 2D              | 26         | 0          | CI-LP           | 0               | 0               | -                  | -                  | -                  | -           | -           | -           | 26     | 0      |
| Totale Canavese     | Totale Canavese | Totale Canavese | 53         | 0          |                 | 0               | 0               |                    | -                  | -                  |             | -           | -           | 53     | 0      |
| 2010-2011           | Trapani         | 2D              | 26+4       | 1+0        | CI+CI-LP        | 2+2             | 0               | -                  | -                  | -                  | -           | -           | -           | 34     | 1      |
| 2011-2012           | Trapani         | 1D              | 29+3       | 2+0        | CI+CI-LP        | 0+2             | 0               | -                  | -                  | -                  | -           | -           | -           | 34     | 2      |
| 2012-2013           | Trapani         | 1D              | 31         | 3          | CI+CI-LP        | 2+3             | 0               | -                  | -                  | -                  | SL-PD       | 2           | 0           | 38     | 3      |
| 2013-2014           | Trapani         | B               | 38         | 2          | CI              | 1               | 0               | -                  | -                  | -                  | -           | -           | -           | 39     | 2      |
| 2014-2015           | Trapani         | B               | 32         | 2          | CI              | 1               | 0               | -                  | -                  | -                  | -           | -           | -           | 33     | 2      |
| 2015-2016           | Trapani         | B               | 31+4       | 4+0        | CI              | 0               | 0               | -                  | -                  | -                  | -           | -           | -           | 35     | 4      |
| 2016-2017           | Trapani         | B               | 35         | 2          | CI              | 2               | 0               | -                  | -                  | -                  | -           | -           | -           | 37     | 2      |
| 2017-2018           | Trapani         | C               | 28         | 3          | CI+CI-C         | 3+2             | 0               | -                  | -                  | -                  | -           | -           | -           | 33     | 3      |
| 2018-2019           | Trapani         | C               | 24         | 2          | CI+CI-C         | 2+3             | 0               | -                  | -                  | -                  | -           | -           | -           | 29     | 2      |
| 2019-2020           | Trapani         | B               | 23         | 1          | CI              | 2               | 0               | -                  | -                  | -                  | -           | -           | -           | 25     | 1      |
| nov. 2020-2021      | Dattilo Noir    | D               | 25         | 0          | -               | -               | -               | -                  | -                  | -                  | -           | -           | -           | 25     | 0      |
| 2021-2022           | Trapani         | D               | 25         | 1          | CI-D            | 2               | 0               | -                  | -                  | -                  | -           | -           | -           | 27     | 1      |
| Totale Trapani      | Totale Trapani  | Totale Trapani  | 322+11     | 23+0       |                 | 29              | 0               |                    | -                  | -                  |             | 2           | 0           | 364    | 23     |
| Totale carriera     | Totale carriera | Totale carriera | 558+11     | 23         |                 | 29              | 0               |                    | -                  | -                  |             | 2           | 0           | 600    | 23     |

## Palmarès

### Club

#### Competizioni nazionali
- Lega Pro Prima Divisione: 1

Trapani: 2012-2013
- Coppa Italia Serie C: 1

Foggia: 2006-2007

#### Competizioni regionali
- Eccellenza: 1

Termoli: 2001-2002